# Liste des conseillers généraux de la Creuse
Pour un article plus général, voir Conseil général de la Creuse.
Cet article dresse la liste des conseillers généraux de la Creuse jusqu'en 2015. À partir de cette date, voir Liste des conseillers départementaux de la Creuse.

## Composition du Conseil Général de laCreuse(27 sièges)
| Parti                             | Sigle | Élus |
| --------------------------------- | ----- | ---- |
| Majorité                          |       |      |
| Parti Communiste Français         | PCF   | 1    |
| Parti Socialiste                  | PS    | 11   |
| Parti radical de gauche           | PRG   | 1    |
| Divers gauche                     | DVG   | 5    |
| Opposition                        |       |      |
| Union pour un mouvement populaire | UMP   | 8    |
| Divers droite                     | DVD   | 1    |
| Président du Conseil Général      |       |      |
| Jean-Jacques Lozach (PS)          |       |      |

## Liste des conseillers généraux du département de laCreuse
| Canton                    | Circ | Conseiller général   | Autres fonctions                                                                                              | Parti | Série |
| ------------------------- | ---- | -------------------- | --- | ----- | ----- |
| Arrondissement d'Aubusson |      |                      | |       |       |
| Aubusson                  | 1    | Jean-Marie Massias   | - | DVD   | 2011  |
| Auzances                  | 1    | Valérie Simonet      | Maire de Bussière-Nouvelle                                                                                    | UMP   | 2011  |
| Bellegarde-en-Marche      | 1    | Jean-Paul Joulot     | Maire de Bosroger                                                                                             | PS    | 2011  |
| Chambon-sur-Voueize       | 1    | Nicolas Simonnet     | Maire de Nouhant                                                                                              | UMP   | 2011  |
| Chénérailles              | 1    | Guy de Lamberterie   | Maire de Peyrat-la-Nonière                                                                                    | UMP   | 2008  |
| La Courtine               | 1    | Philippe Breuil      | - | DVG   | 2008  |
| Crocq                     | 1    | René Roulland        | Maire de Saint-Georges-Nigremont                                                                              | DVG   | 2008  |
| Évaux-les-Bains           | 1    | François Radigon     | Conseiller municipal d'Évaux-les-Bains                                                                        | DVG   | 2008  |
| Felletin                  | 1    | Yves Chamfreau       | - | UMP   | 2008  |
| Gentioux-Pigerolles       | 1    | Jean-Luc Léger       | 7e vice-président Adjoint au maire de Saint-Marc-à-Loubaud                                                    | PS    | 2011  |
| Royère-de-Vassivière      | 1    | Bernard Laborde      | Maire de Saint-Pardoux-Morterolles                                                                            | PS    | 2011  |
| Saint-Sulpice-les-Champs  | 1    | Patrick Aubert       | Vice-président de la CIATE, du SICTOM et Adjoint à la mairie de Fransèches                                    | DVG   | 2011  |
| Arrondissement de Guéret  |      |                      | |       |       |
| Ahun                      | 1    | Jean Auclair         | maire de Cressat                                                                                              | UMP   | 2011  |
| Bénévent-l'Abbaye         | 1    | André Mavigner       | Maire de Châtelus-le-Marcheix 2e vice-président Président du Syndicat Départemental des Energies de la Creuse | DVG   | 2008  |
| Bonnat                    | 1    | Jean Commergnat      | Conseiller municipal de Bonnat                                                                                | PRG   | 2011  |
| Bourganeuf                | 1    | Jean-Jacques Lozach  | Président du conseil général Sénateur de la Creuse                                                            | PS    | 2011  |
| Boussac                   | 1    | Roger Bléron         | - | PS    | 2008  |
| Châtelus-Malvaleix        | 1    | Gérard Gaudin        | - | UMP   | 2011  |
| Dun-le-Palestel           | 1    | Laurent Daulny       | Maire de Dun-le-Palestel                                                                                      | UMP   | 2008  |
| Le Grand-Bourg            | 1    | Didier Bardet        | Maire de Fleurat                                                                                              | PS    | 2011  |
| Guéret-Nord               | 1    | Daniel Dexet         | - | PCF   | 2008  |
| Guéret-Sud-Est            | 1    | Guy Avizou           | 1er adjoint au maire de Guéret 4e vice-président                                                              | PS    | 2011  |
| Guéret-Sud-Ouest          | 1    | Éric Jeansannetas    | 1er vice-président Conseiller municipal de Guéret                                                             | PS    | 2008  |
| Jarnages                  | 1    | Jean-Pierre Vacher   | Conseiller municipal de Gouzon                                                                                | UMP   | 2008  |
| Pontarion                 | 1    | Jacky Guillon        | Maire de Pontarion 3e vice-président                                                                          | PS    | 2008  |
| Saint-Vaury               | 1    | Philippe Bayol       | Maire de Saint-Vaury                                                                                          | PS    | 2008  |
| La Souterraine            | 1    | Marie France Galbrun | - | PS    | 2008  |